# Pigeon biset
Pour les articles homonymes, voir Biset.
 (juillet 2020).
Si vous disposez d'ouvrages ou d'articles de référence ou si vous connaissez des sites web de qualité traitant du thème abordé ici, merci de compléter l'article en donnant les références utiles à sa vérifiabilité et en les liant à la section « Notes et références ».
Columba livia
Espèce
Statut de conservation UICN

 LC  : Préoccupation mineure
Le Pigeon biset (Columba livia) est une espèce d'oiseaux de la famille des Columbidés. C'est l'espèce qui comprend le pigeon domestique et la plupart des pigeons des villes mais qui subsiste également comme oiseau sauvage dans son milieu naturel original : les falaises et autres milieux rocheux. Le type domestique est différent du type sauvage.
L'espèce (Columba livia) a donné naissance à de nombreuses races élevées pour la chair, l'ornement ou la course (pigeon voyageur).

## À l'état sauvage
L'espèce est présente sur tous les continents. Les populations férales, commensales de l'homme, sont aujourd'hui les plus nombreuses tandis que les populations sauvages et domestiques se sont fortement réduites, respectivement en raison de la chasse et du recul des pratiques d'élevage de pigeon. De nombreuses sous-espèces ont été décrites, les possibles croisements avec les populations férales rendant la situation confuse.
D'après la classification de référence (version 11.1, 2021) du Congrès ornithologique international, cette espèce est constituée des neuf sous-espèces suivantes (ordre phylogénique) :
- Columba livia livia, Gmelin, 1789 ;
- Columba livia gymnocycla, G. R. Gray, 1856 ;
- Columba livia targia, Geyr von Schweppenburg (en), 1916 ;
- Columba livia dakhlae, Meinertzhagen, 1928 ;
- Columba livia schimperi, Bonaparte, 1854 ;
- Columba livia palaestinae, Zedlitz (en), 1912 ;
- Columba livia gaddi, Zarudny & Loudon, 1906 ;
- Columba livia neglecta, Hume, 1873 ;
- Columba livia intermedia, Strickland, 1844.

## Description
L'adulte des sous-espèces nommées du Pigeon biset mesure de 29 à 37 cm de long pour une envergure de 62 à 72 cm. Le Pigeon biset sauvage pèse entre 238 et 380 grammes, mais les individus domestiques et semi domestiques suralimentés peuvent être plus lourds. La tête, le cou et la poitrine sont d’un gris-bleuâtre sombre auquel s'ajoute une iridescence brillante, jaunâtre, verdâtre et rougeâtre le long du cou et des plumes couvrant les ailes. L'iris est orange, rouge ou doré avec un anneau intérieur plus pâle et la peau nue autour de l’œil est gris-bleuâtre. Le bec est gris-noir avec une cire de couleur crème et les pattes sont pourpres. Parmi les mesures standards, l’aile pliée mesure aux alentours de 22,3 cm, la queue mesure de 9,5 à 11 cm, le bec mesure environ 1,8 cm et le tarse entre 2,6 et 3,5 cm.
La femelle adulte est, d'un point de vue extérieur, presque identique au mâle, mais l’iridescence sur le cou est moins intense et davantage restreinte aux côtés et à l’arrière, tandis que la poitrine apparaît souvent très sombre.
Les juvéniles arborent déjà la livrée adulte à l'envol (du 25e au 32e jour de vie), ce qui fait qu'on ne perçoit en pratique jamais de « jeunes » pigeons en dehors du nid.

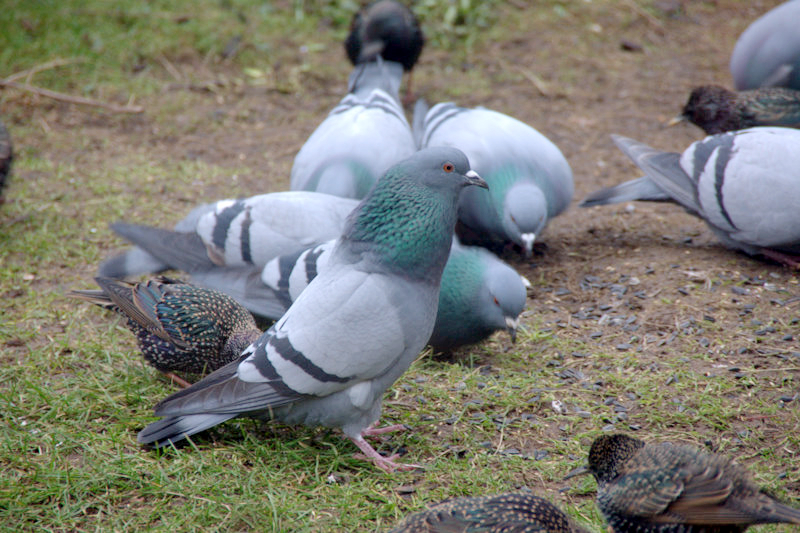
Pigeon biset aux îles Shetland.
en Inde.
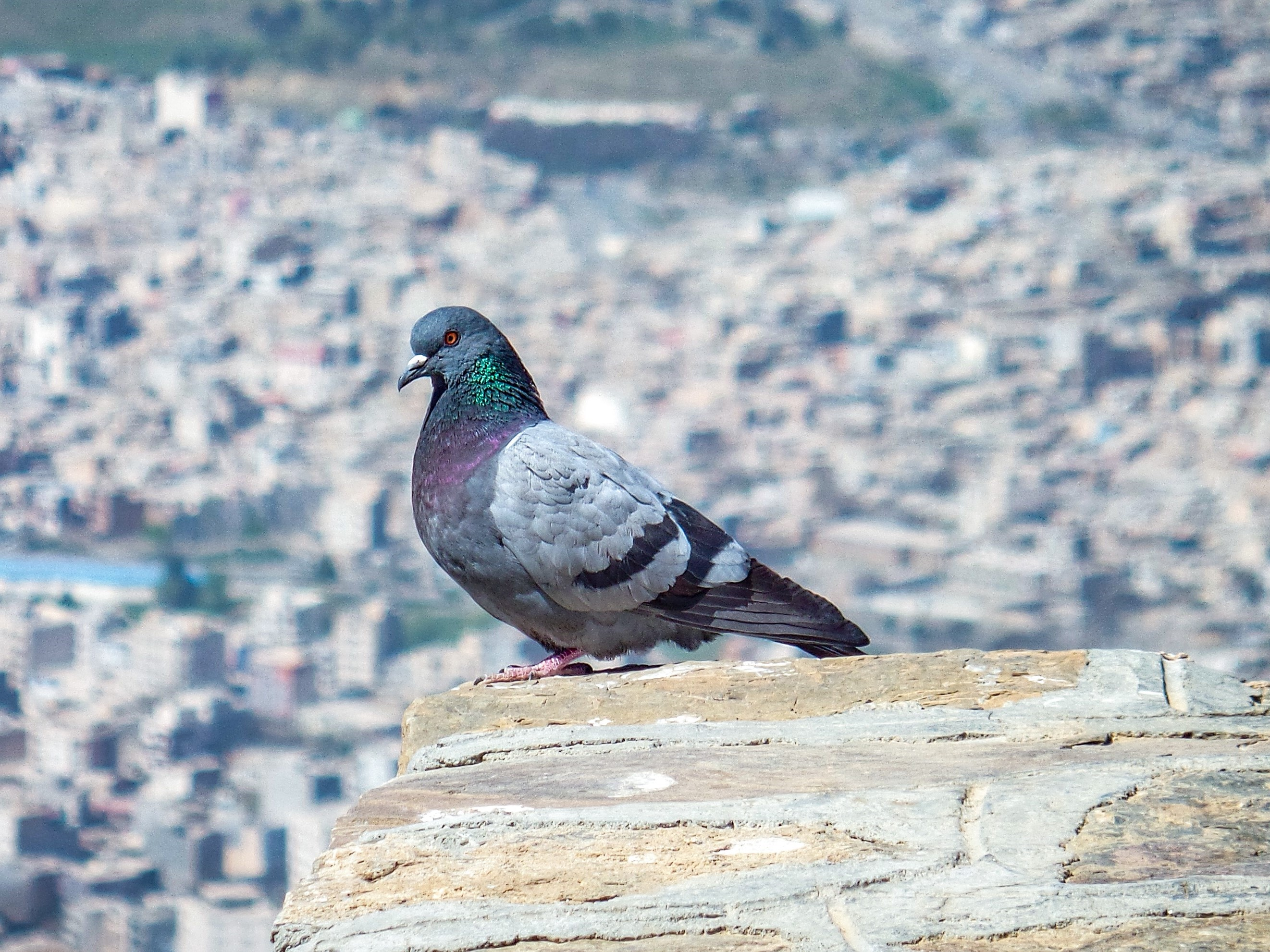
en Iran
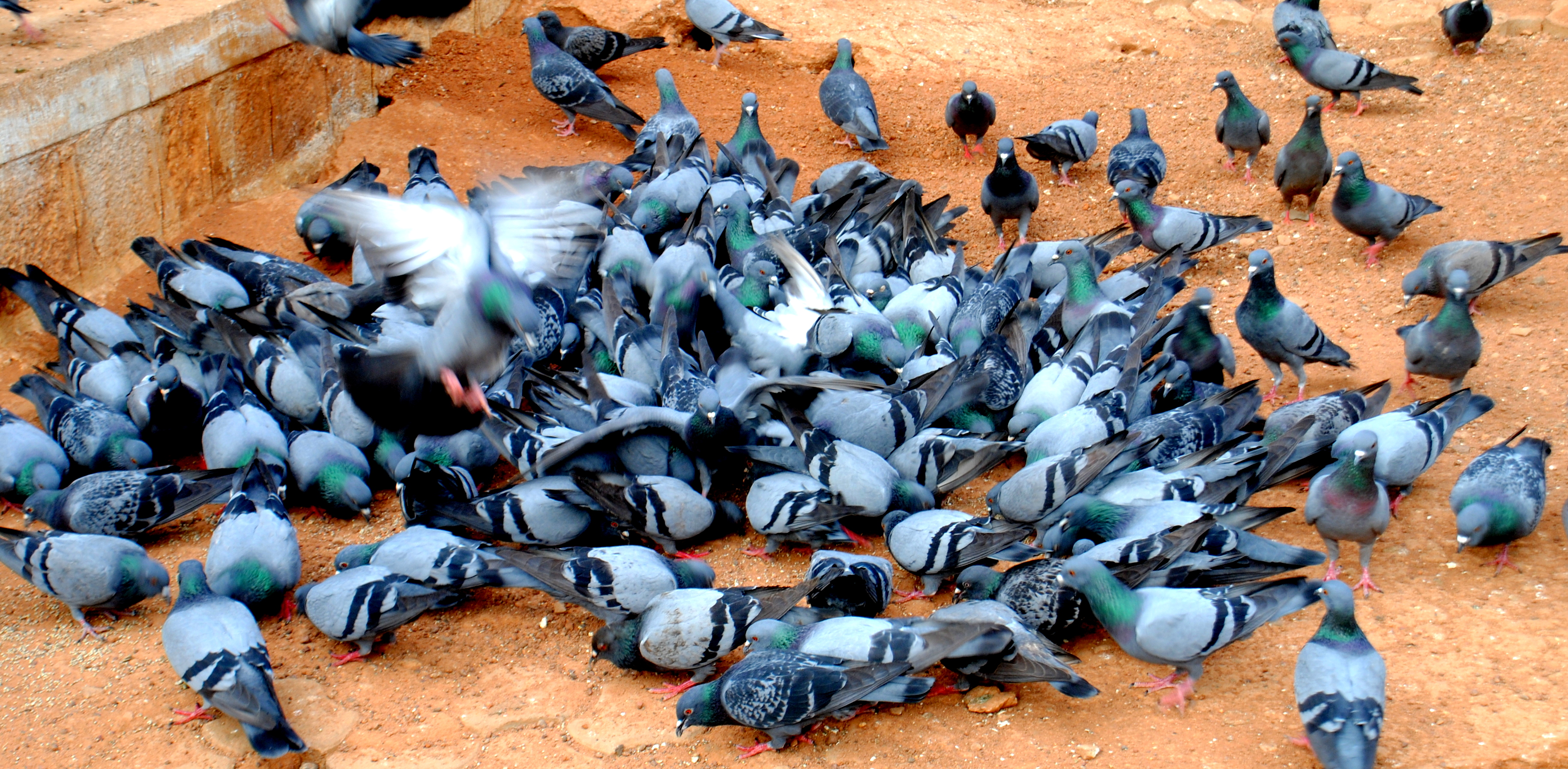
Bande de taille moyenne
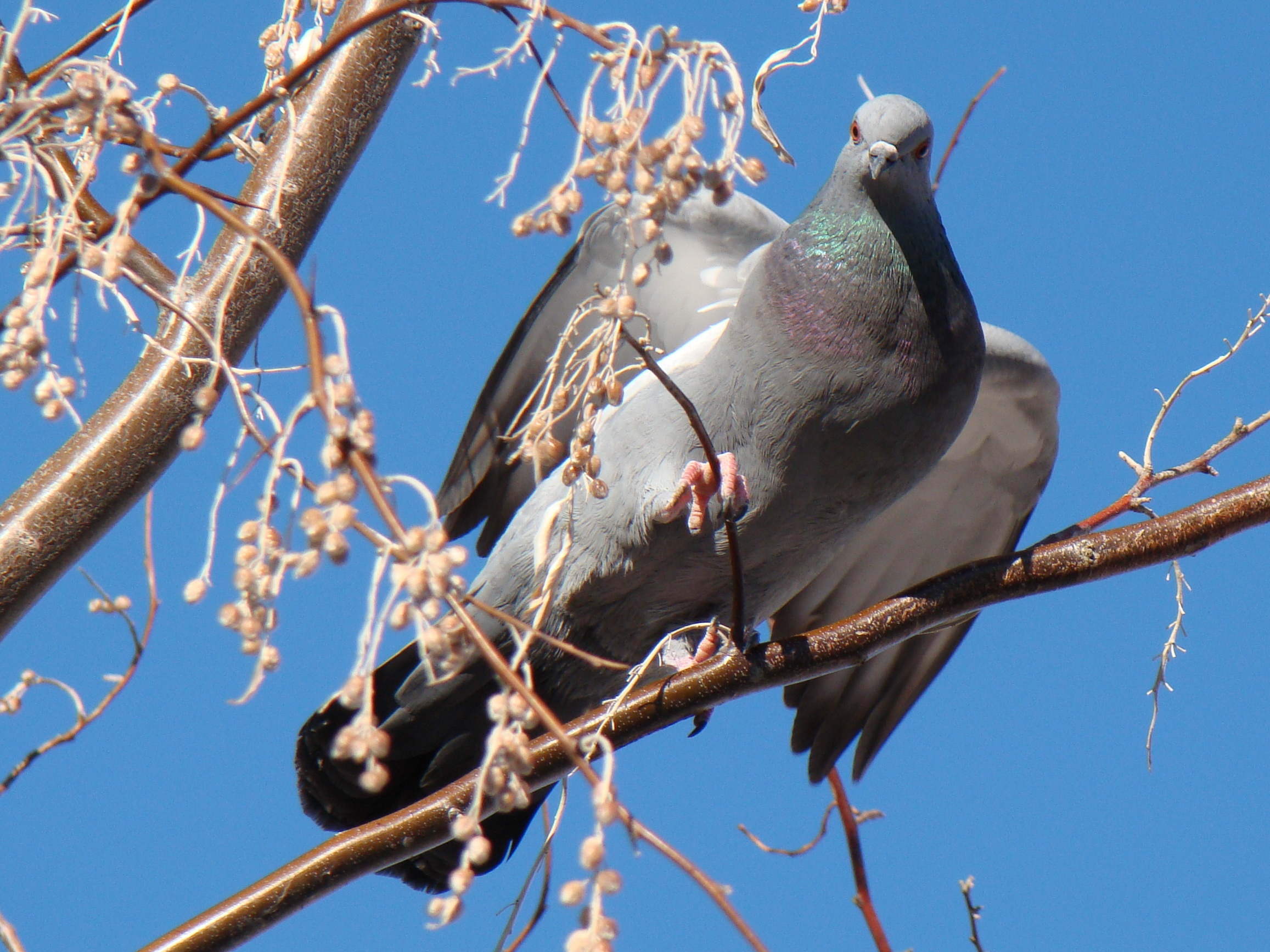
à Baïkonour
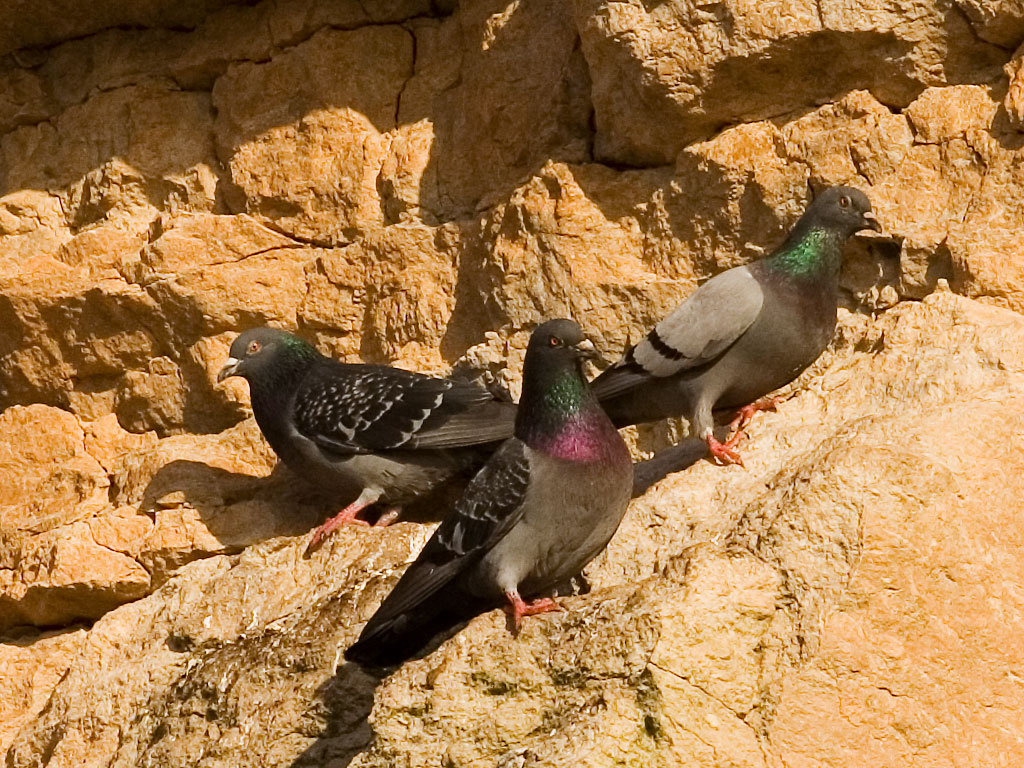
Population férale au Norfolk
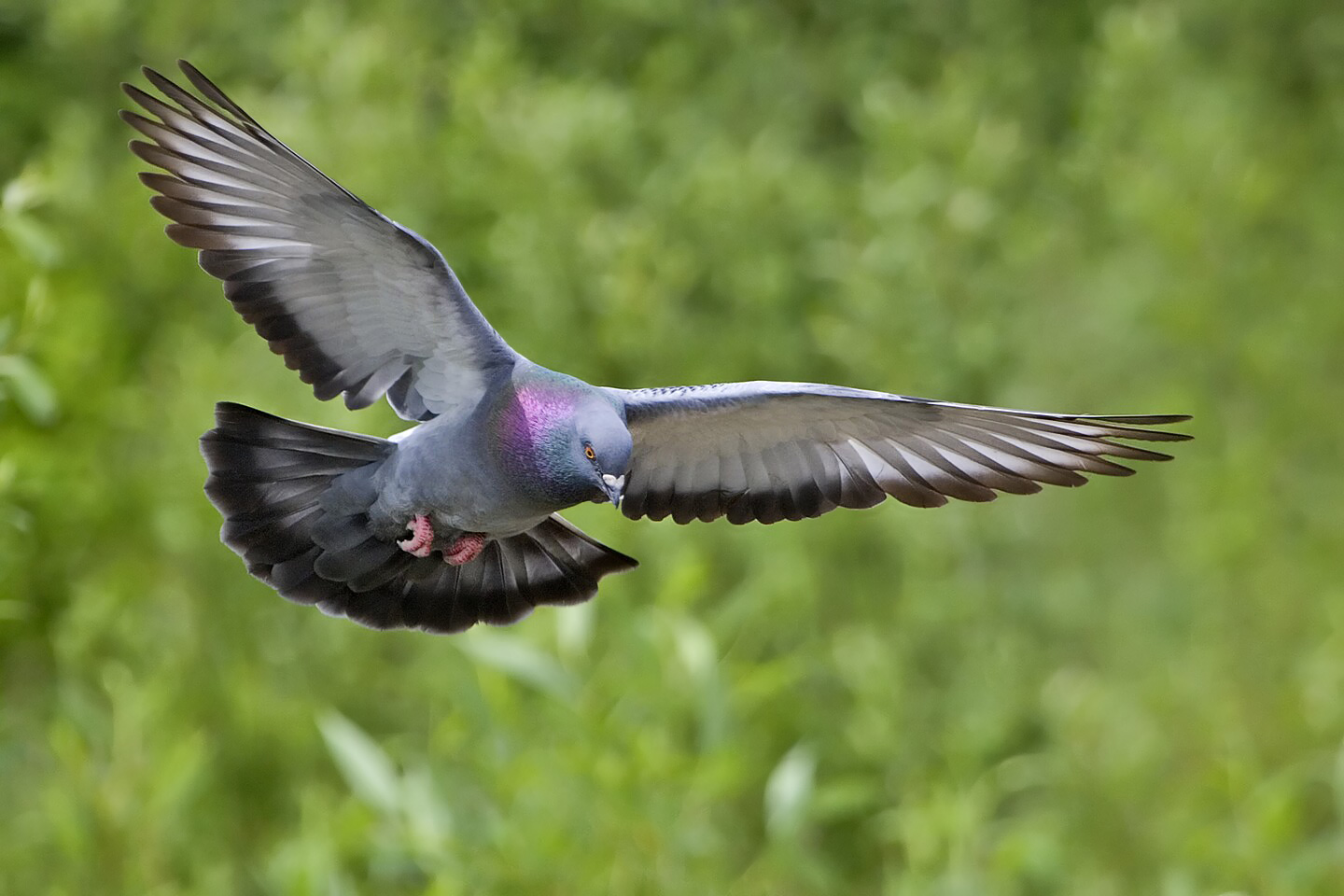
En vol, Colombie-Britannique, Canada.
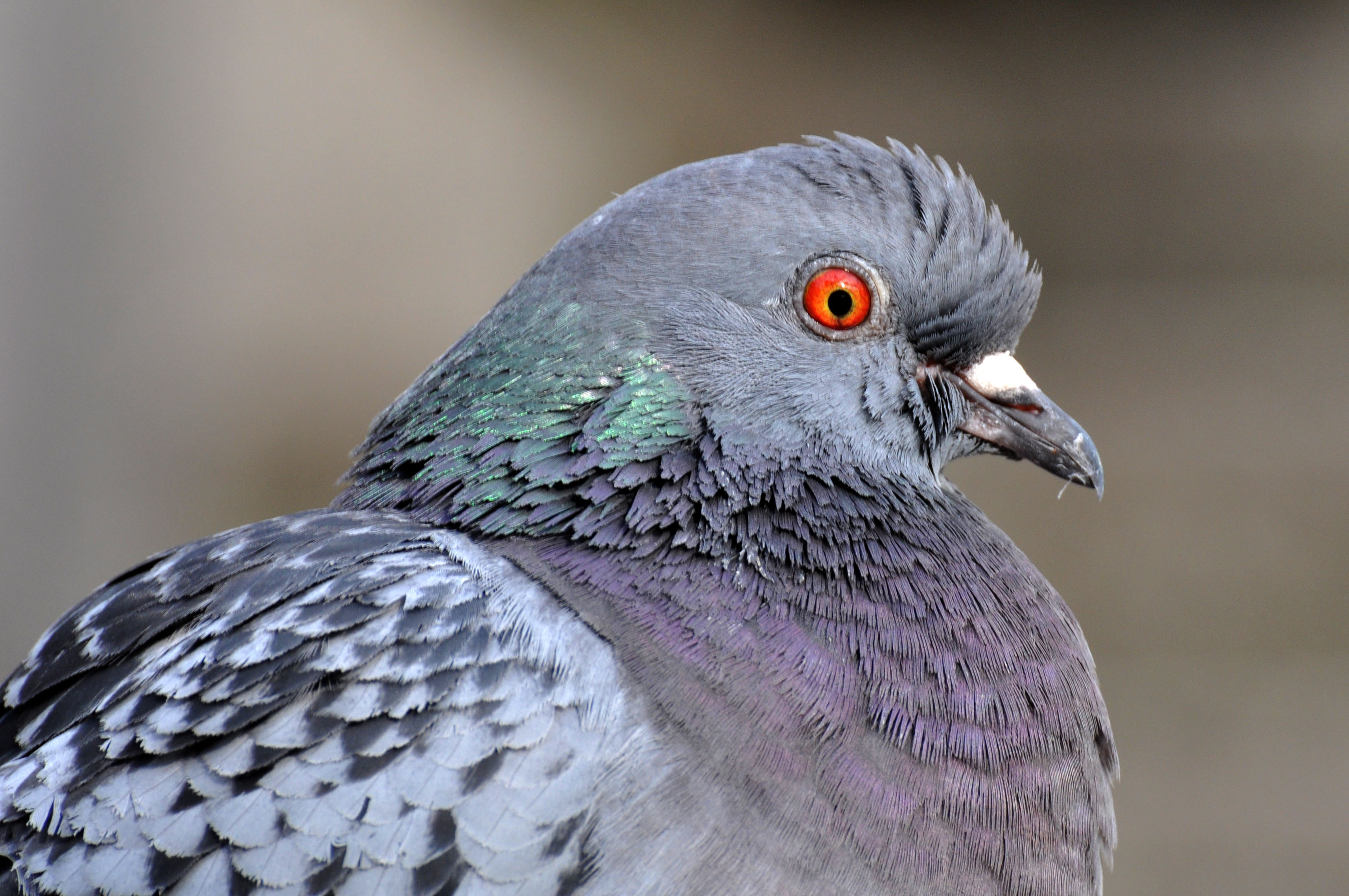
Profil.
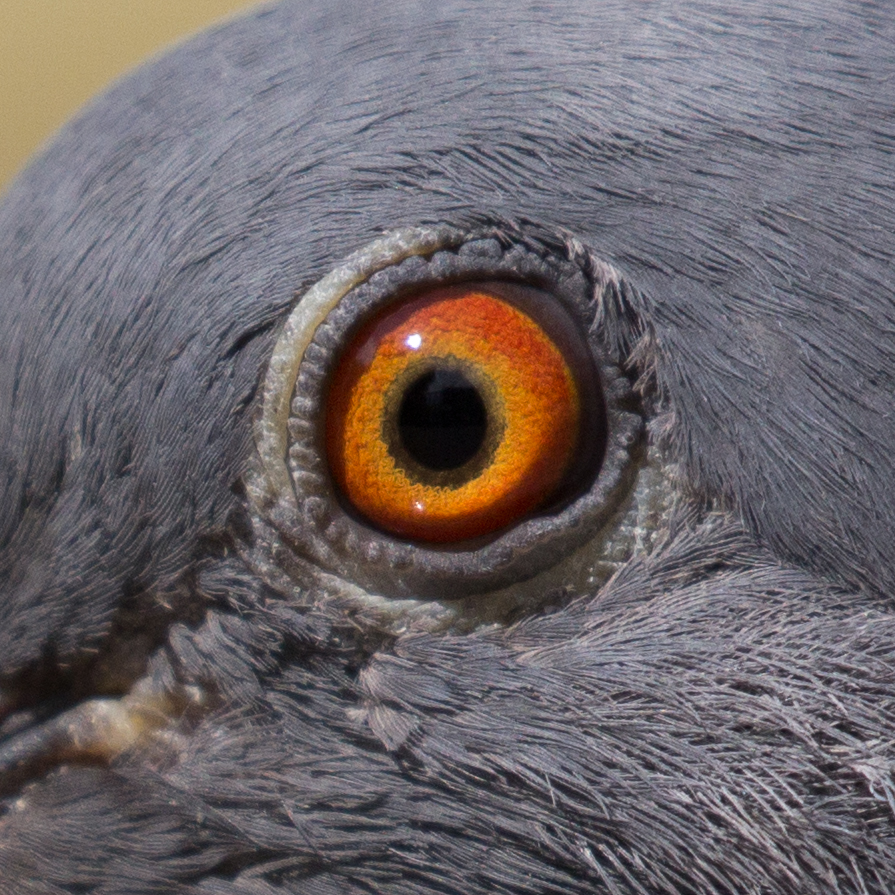
Détail de l'œil.
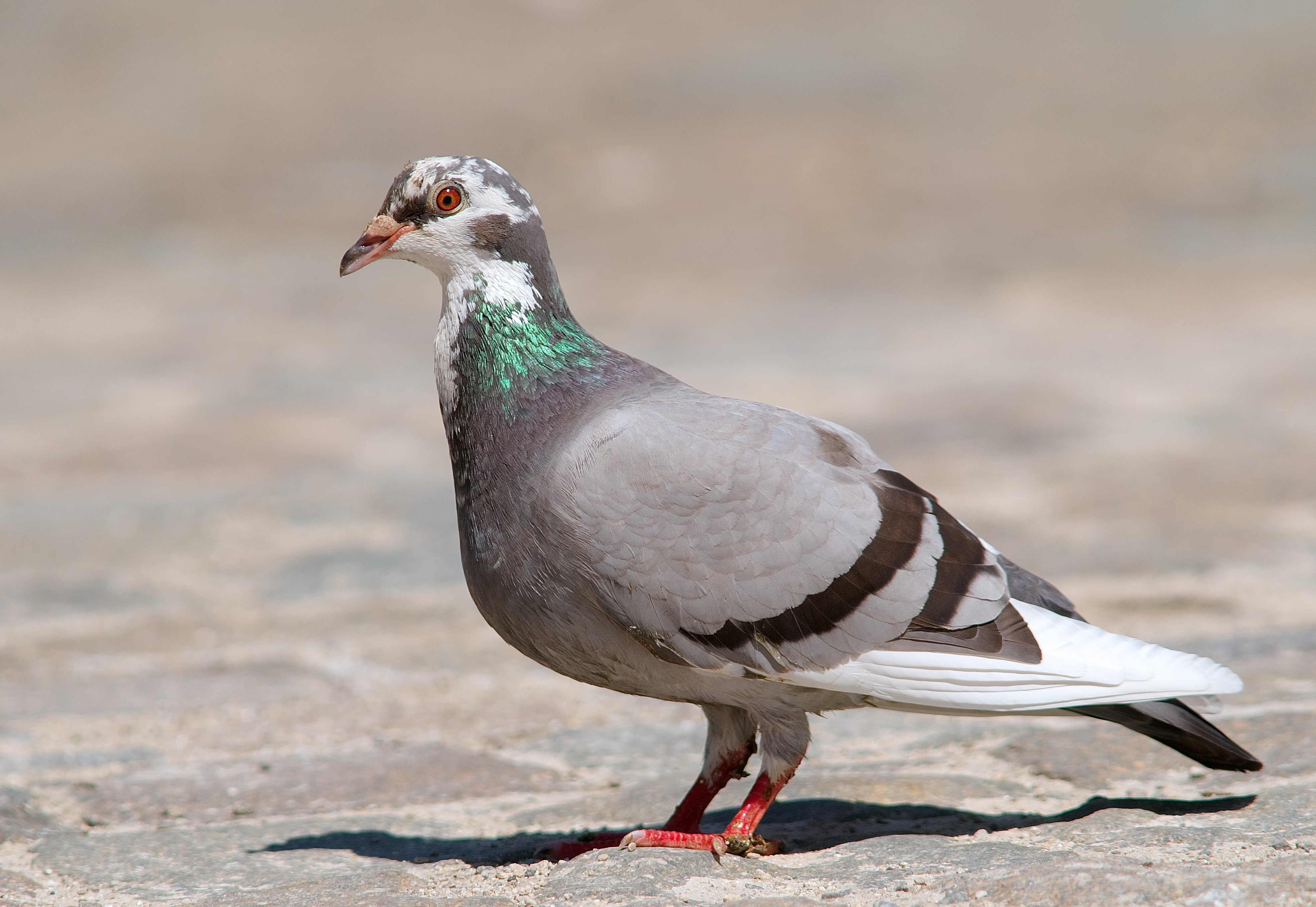
Individu à coloration aberrante issu de marronage.
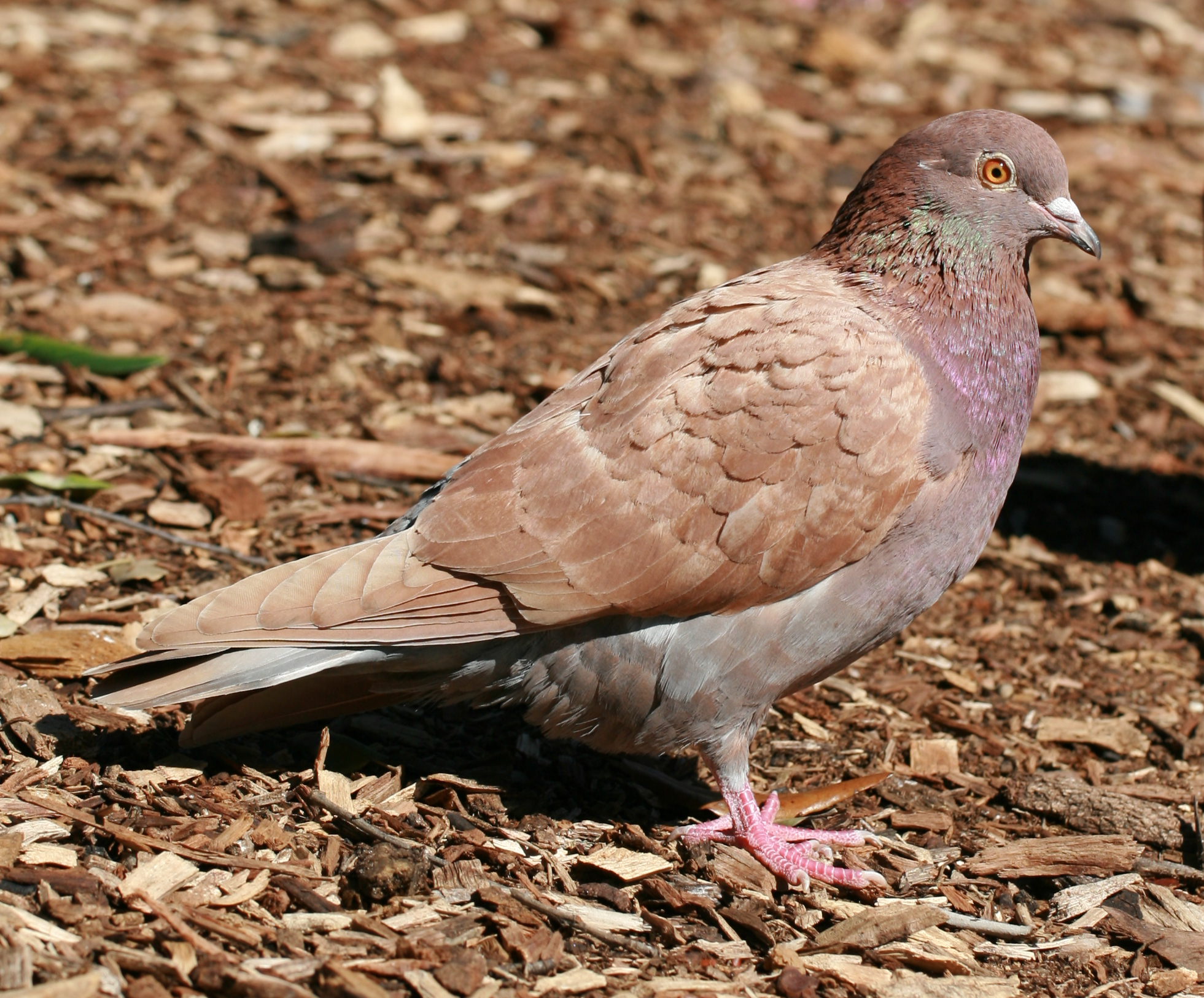
Individu brun issu de marronage.
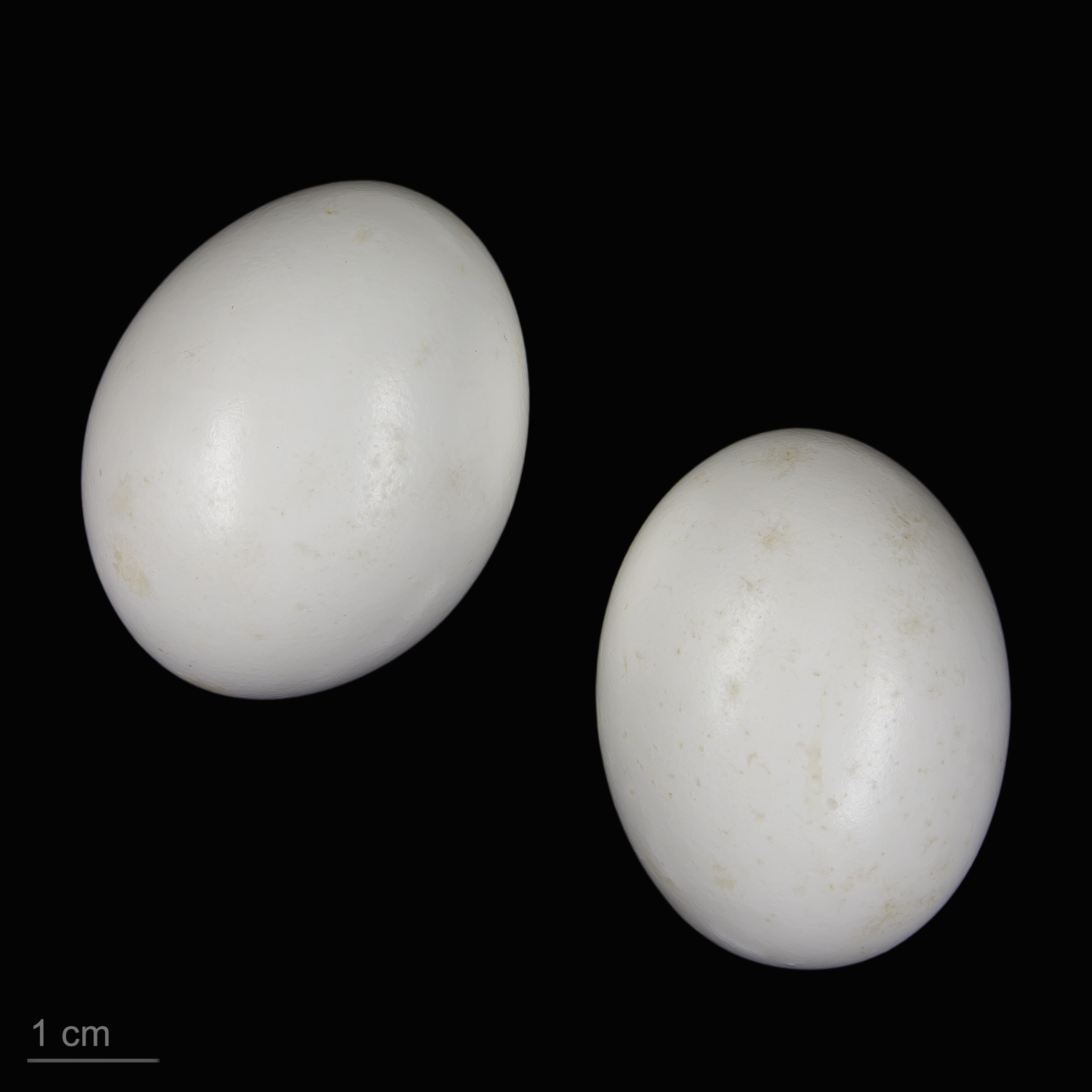
Œufs de Columba livia - Muséum de Toulouse.
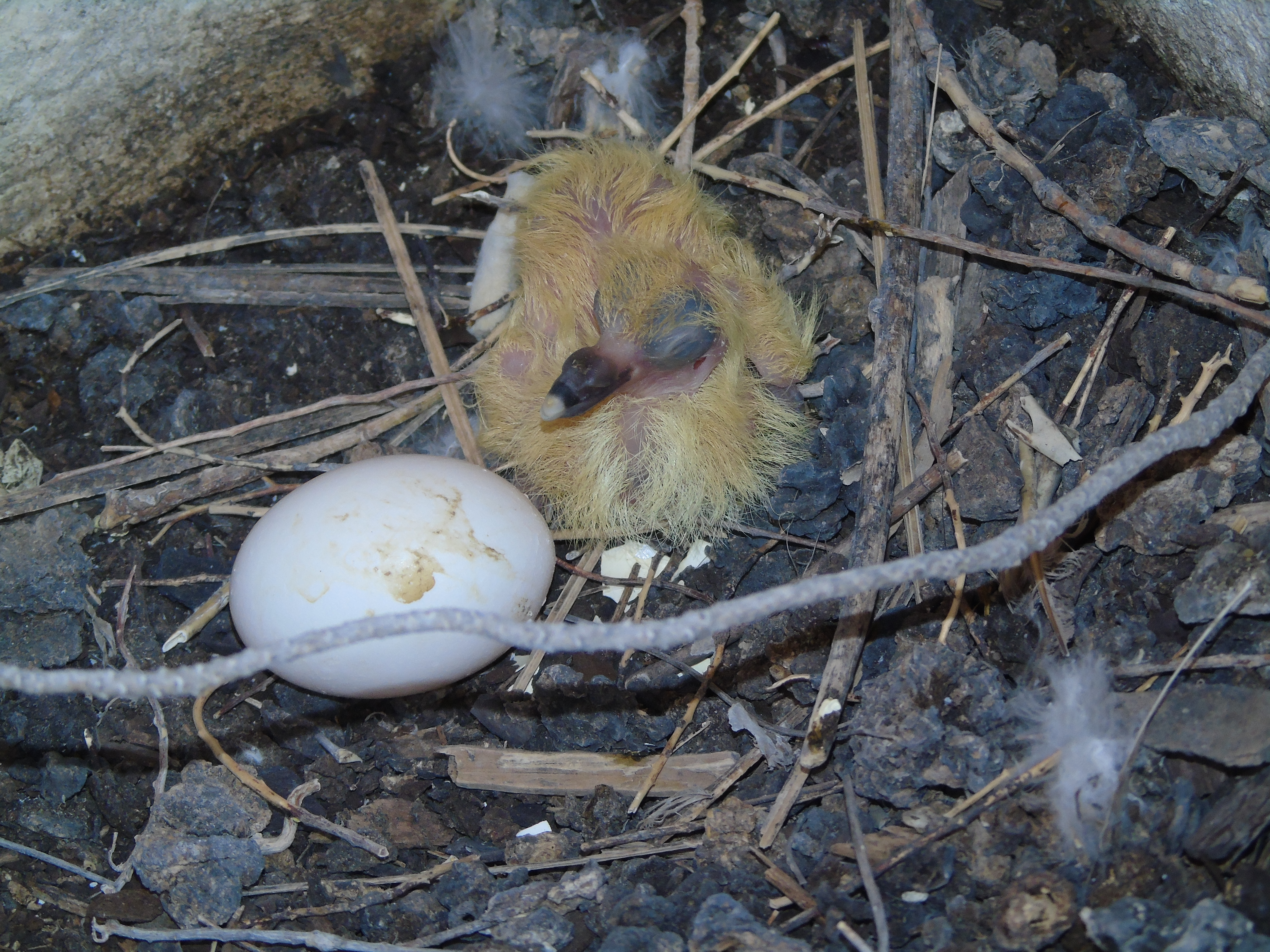
Poussin.
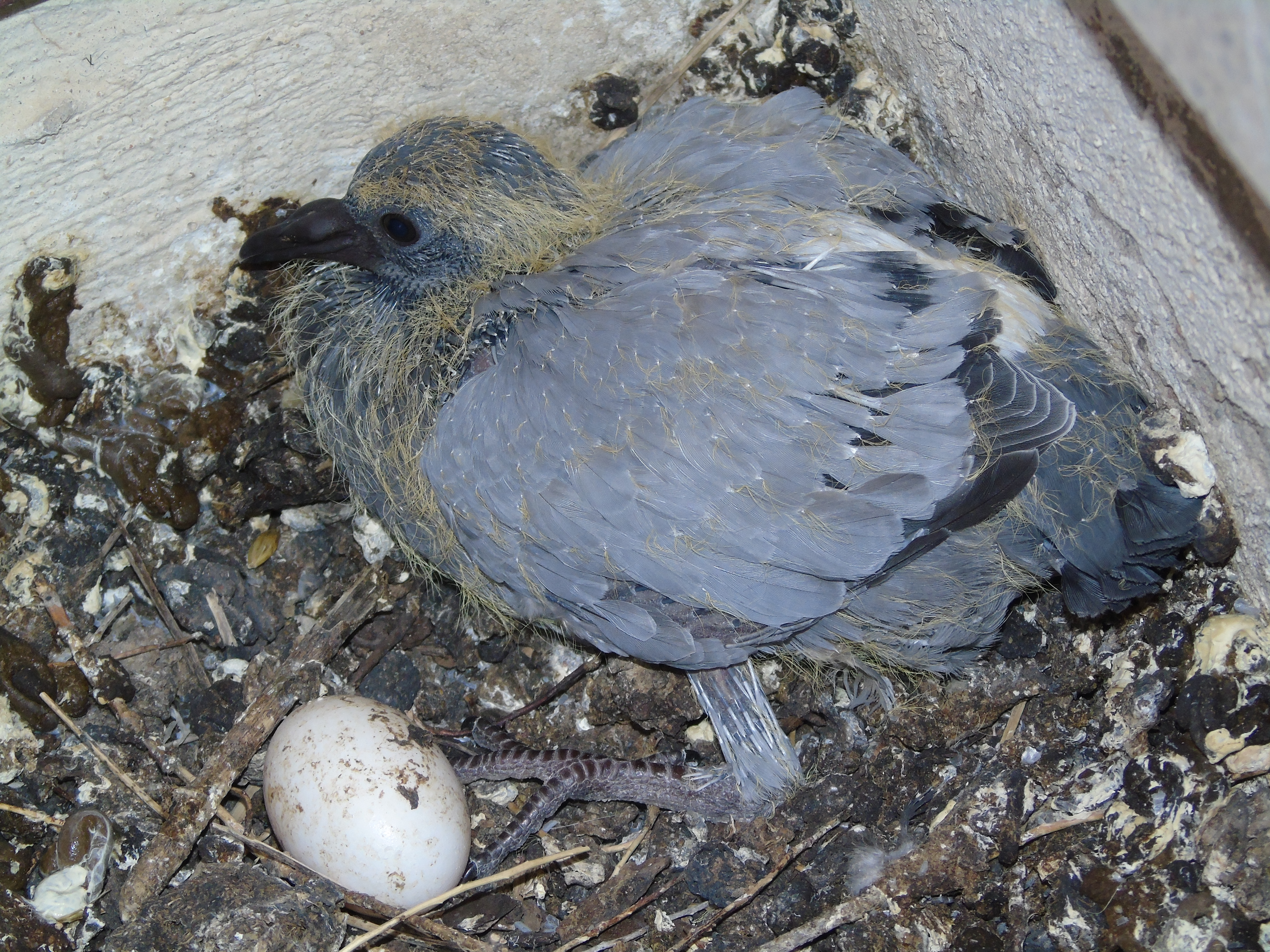
Juvénile avant l'envol.
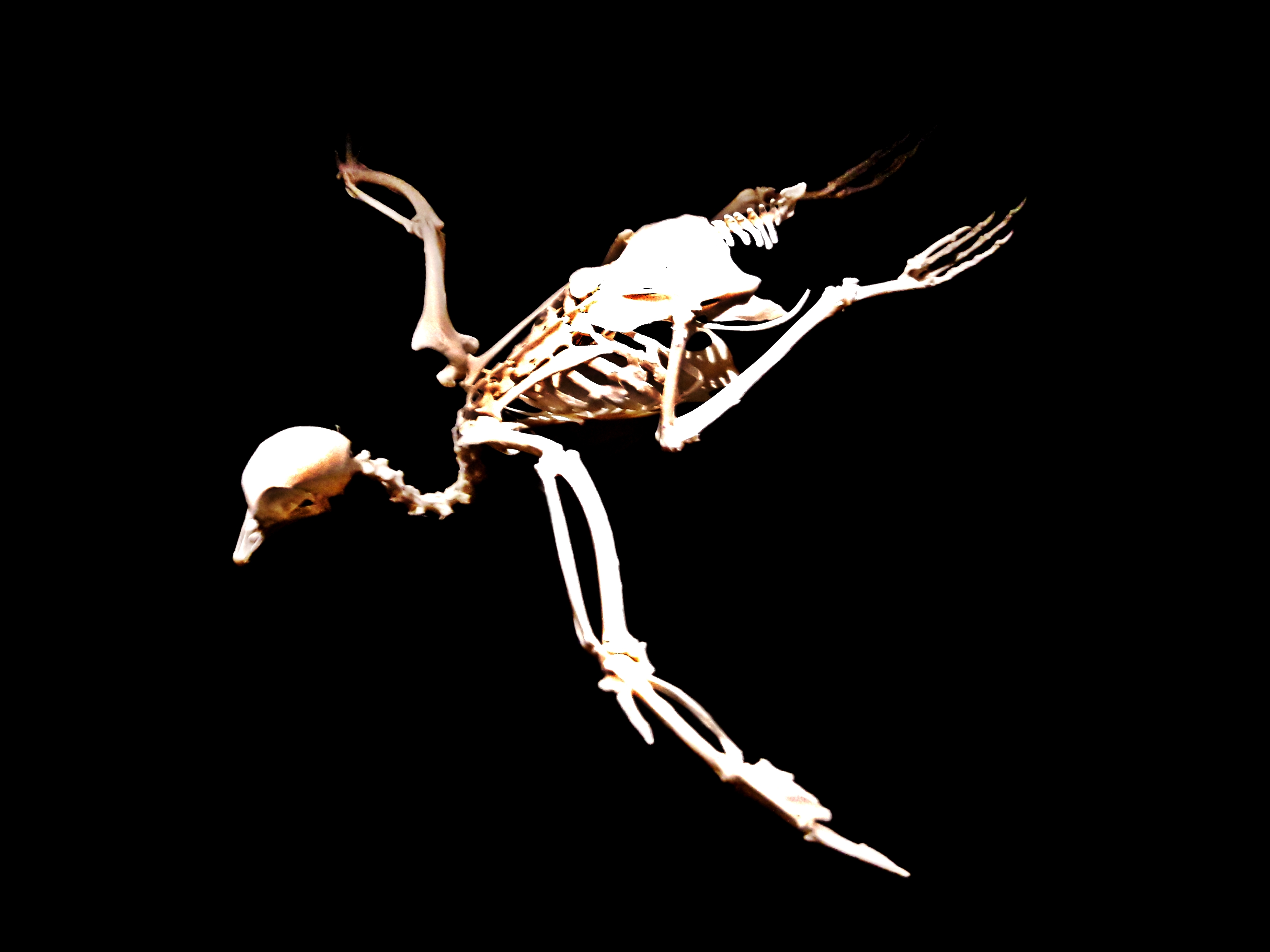
Squelette.

## Reproduction

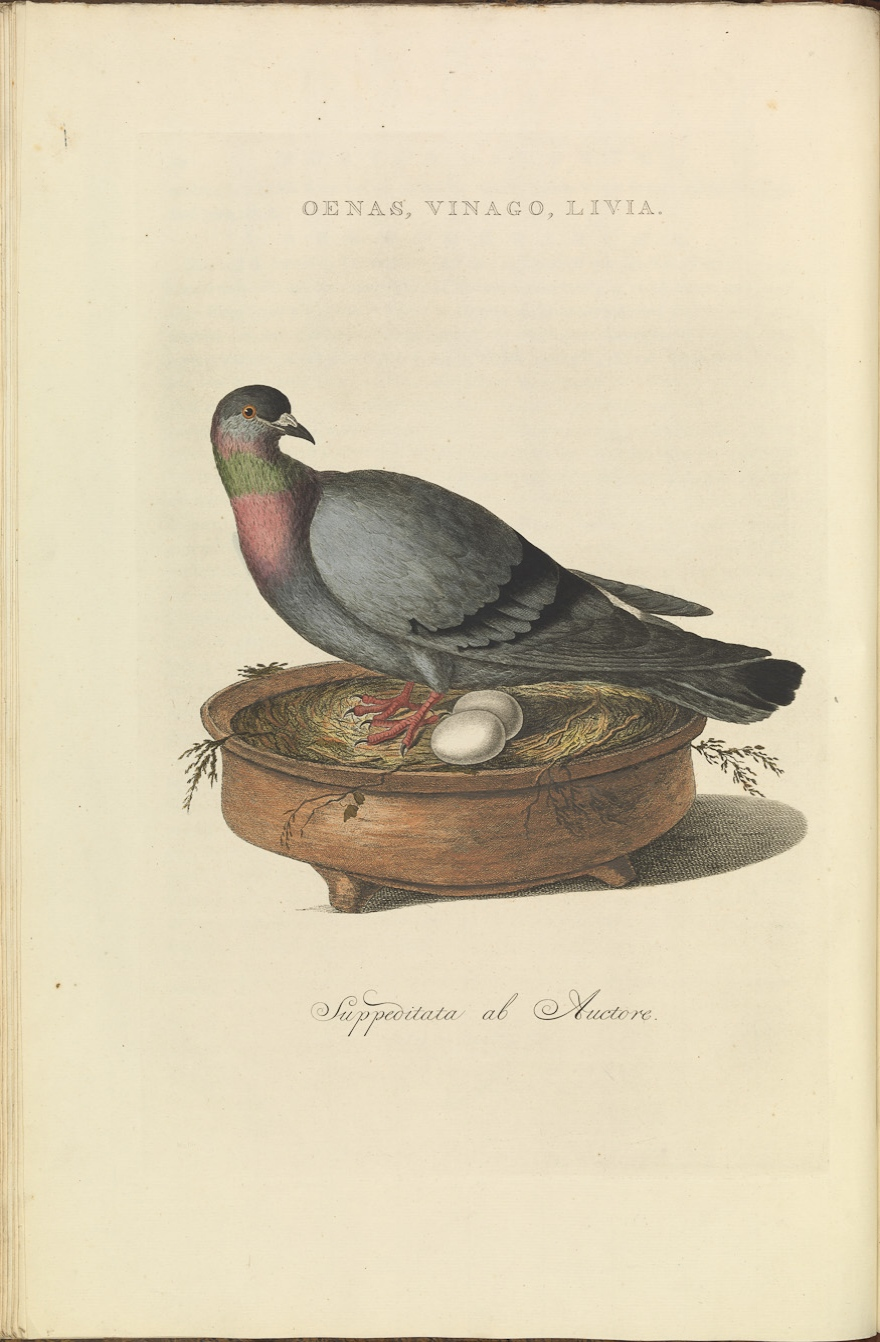
Pigeon biset dans Nederlandsche vogelen

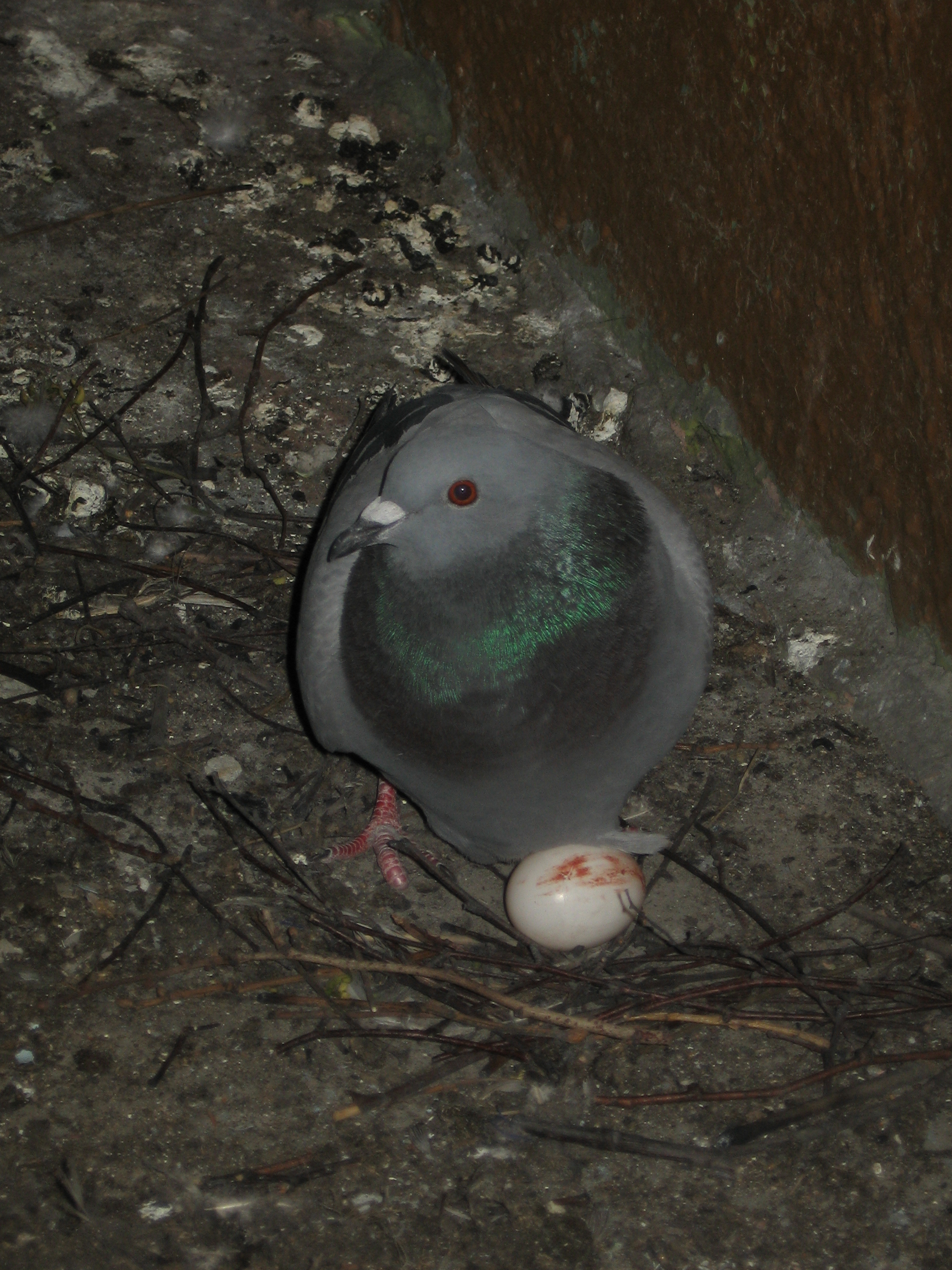
Femelle en couvaison

Comme les autres membres de la famille, les pigeons biset sont monogames ; Les couples, en règle générale, persistent tout au long de la vie. La reproduction dans toute l’aire de répartition peut avoir lieu à tout moment de l’année, mais dans les climats tempérés de l’hémisphère nord, elle a le plus souvent lieu en mars et octobre. L’accouplement est toujours précédé d’une cérémonie d’accouplement, au cours de laquelle le mâle tourne autour de la femelle, la poursuit, gonfle son cou, penche la tête vers le sol, déploie ses ailes et roucoule bruyamment. Il peut également prendre une position verticale, s’étirer sur ses pattes et éventer sa queue. La danse est toujours accompagnée de roucoulements bruyants. À la fin de la cérémonie, le mâle et la femelle prennent soin l’un de l’autre - ils nettoient leurs plumes et « s’embrassent », se touchant le bec. Pendant l’accouplement, le mâle vole sur le dos de la femelle et se tient en équilibre sur elle en battant des ailes, puis effectue un vol rituel, battant bruyamment des ailes derrière son dos.
L’habitat naturel des pigeons biset est constitué de rochers, et dans la nature, ils font leur nid dans des crevasses rocheuses ou des grottes difficiles à atteindre pour les prédateurs. Les populations synanthropiques qui se sont adaptées à la vie dans les colonies choisissent des endroits pour construire un nid qui leur rappellent les paysages naturels - avant-toits et vides sous les toits, greniers non visités, poutres sous les ponts et autres structures similaires. La préférence est donnée aux espaces fermés. Malgré le fait que ces oiseaux nichent à côté des humains, il n’est souvent pas facile de trouver ce nid. Le nid lui-même est assez primitif et est un petit tas de brindilles fines et de brins d’herbe avec une petite dépression. Pendant la construction, les responsabilités des parents sont strictement réparties - le mâle est engagé dans l’extraction du matériel, tandis que la femelle l'assemble. Souvent, le même nid est utilisé plusieurs fois de suite, augmentant à chaque fois en taille.

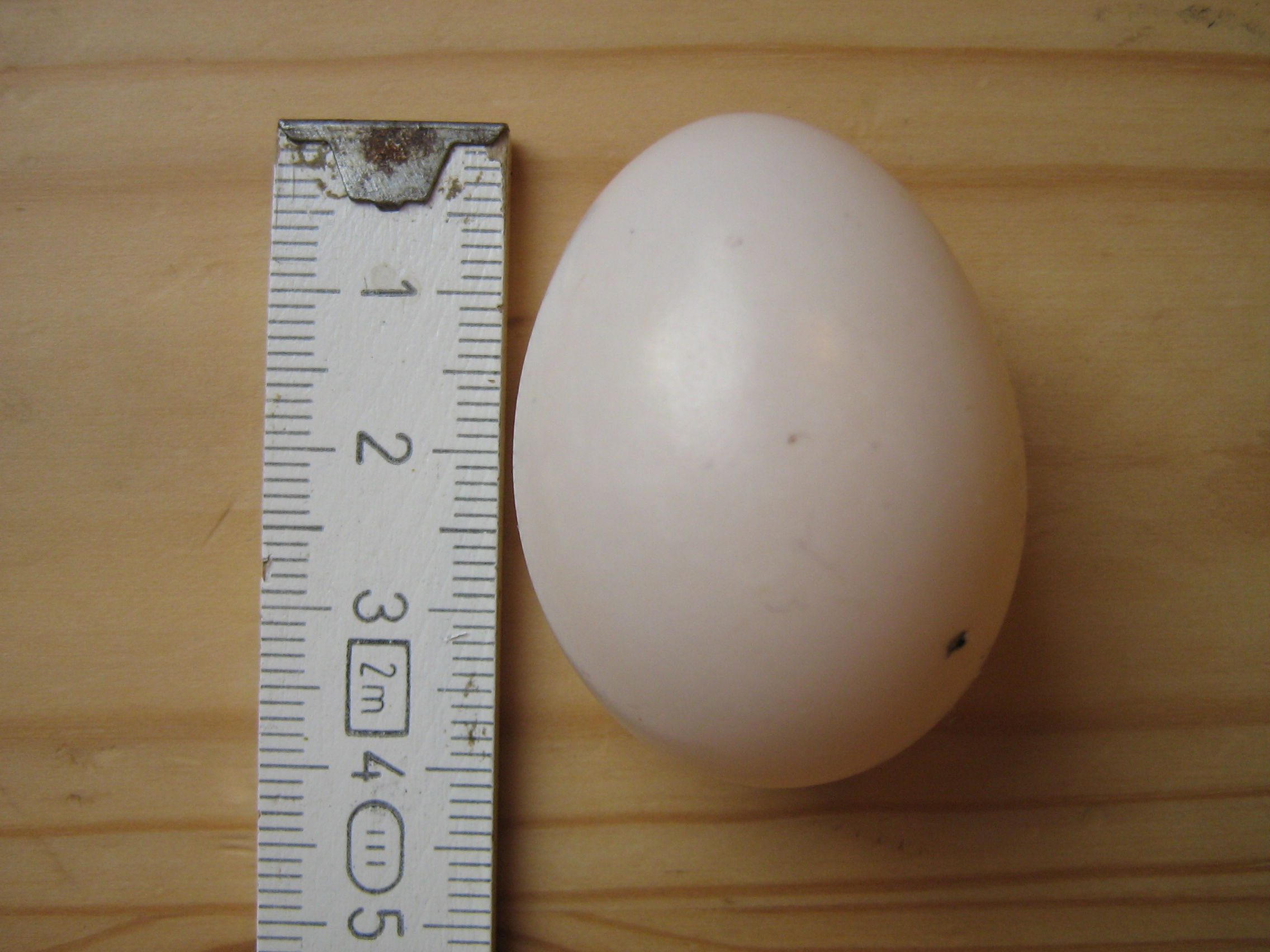
Œuf de pigeon biset
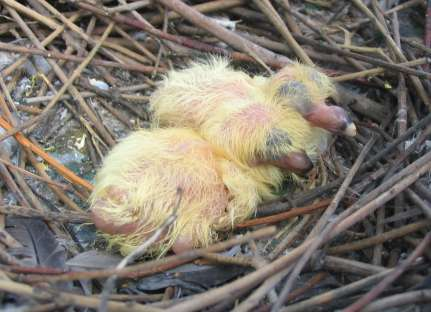
Pigeonneau d'un jour
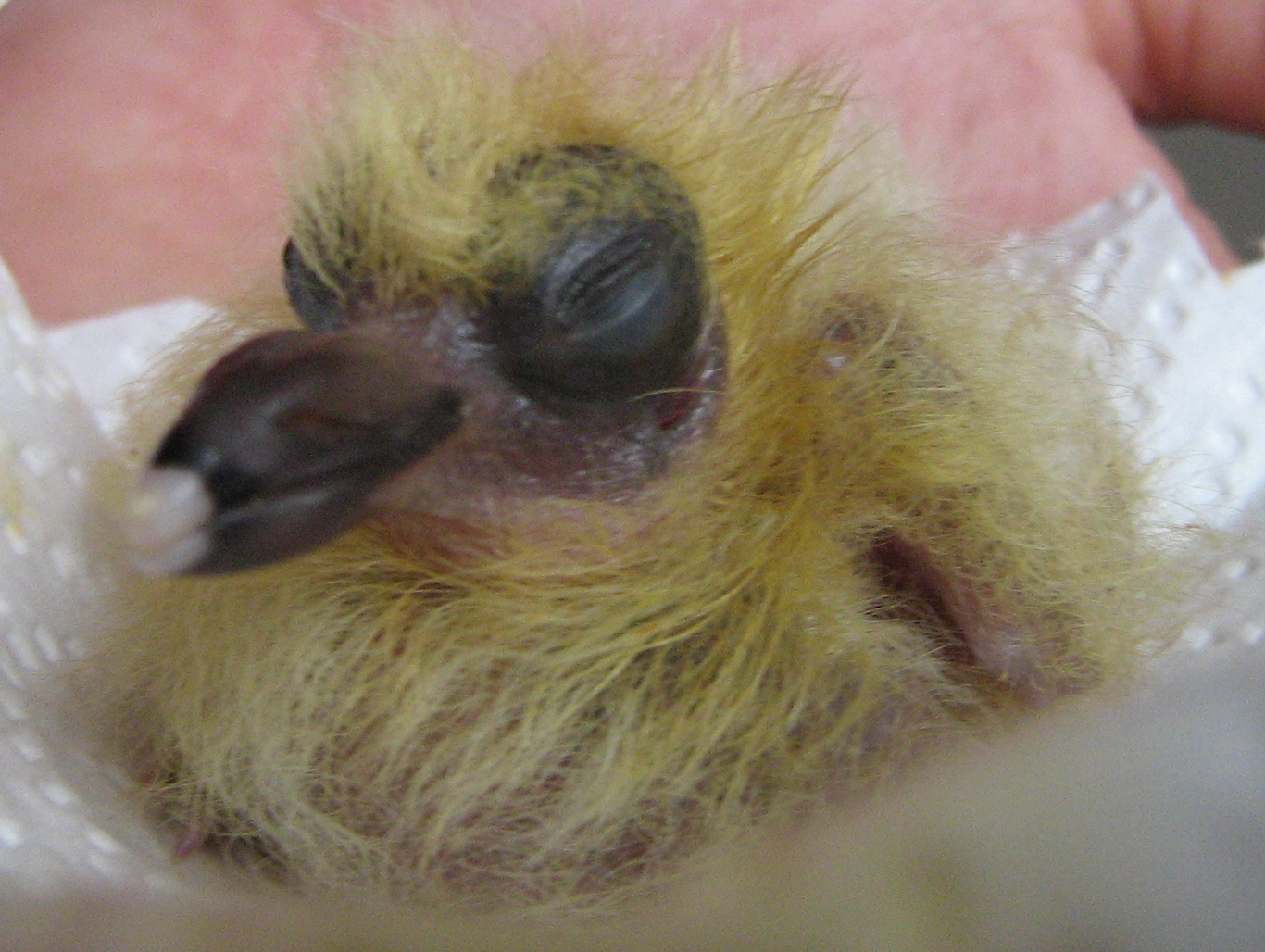
Pigeonneau de 5 jours
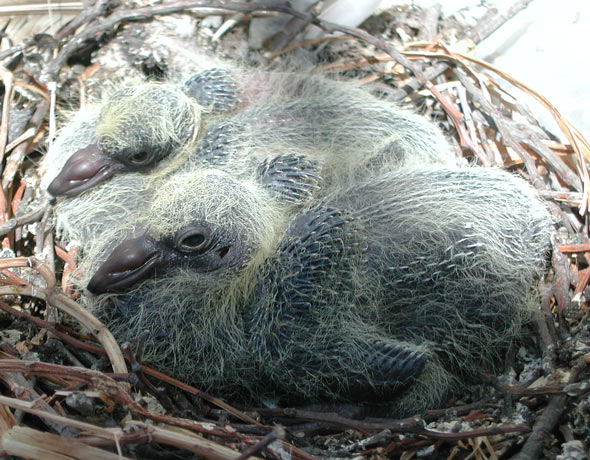
Pigeonneau de 10 jours
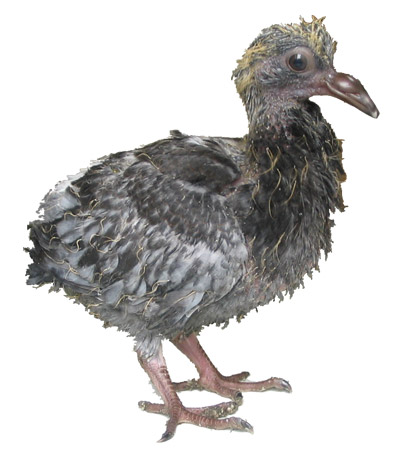
Pigeonneau de 3 semaines

Il y a jusqu’à 7 à 8 couvées au cours de l’année, chacune d’entre elles se composant généralement de deux œufs (moins souvent un), pondus à deux jours d’intervalle. Les œufs sont blancs, avec des coquilles lisses et légèrement brillantes, dont la taille varie de 35×25 à 43 × 32 mm. Les deux parents incubent à tour de rôle, mais la femelle passe la plupart du temps dans le nid. Le mâle, en règle générale, s’assoit au milieu de la journée, attendant le retour de la femelle du point d’eau. Si le pigeon ne revient pas pendant un long moment, le père roucoule avec impatience et l’appelle. Aveugles, avec un duvet jaunâtre clairsemé, les poussins émergent de manière asynchrone après 16 à 19 jours. Les premiers jours, les deux parents nourrissent les poussins avec des éructations de jabot, ce qu’on appelle le « lait de pigeon » - un mélange nutritif produit dans le jabot des oiseaux (une caractéristique de toutes les espèces de pigeons). Le mélange a un pourcentage élevé de matières grasses et est riche en protéines, mais contient une petite quantité de glucides. Au fur et à mesure que les poussins grandissent, des graines de plantes sont ajoutées à la nourriture, d’abord comme additif à la gelée, puis sous forme solide. Parfois, alors que les poussins se nourrissent encore, la femelle commence à incuber la prochaine couvée, tandis que le mâle continue à s’occuper de la progéniture. Les poussins commencent à voler après environ 35 à 37 jours, et à cet âge, ils ressemblent à leurs parents. La maturité sexuelle survient après 5 à 7 mois de vie, et les femelles commencent à se reproduire un peu plus tôt que les mâles

## Domestication et élevage
Le Pigeon biset est domestiqué dans des colombiers en Asie mineure, au Proche-Orient ou en Iran depuis au minimum 5000 ans. Le Pigeon biset sauvage niche dans les falaises sèches des rivages ou dans les parois raides des monts bien exposés au soleil, il est facile à l'homme agriculteur et architecte de haute maison de terre de l'attirer dans des habitats à cavités encore mieux conçues pour échapper aux prédateurs. La description de l'espèce avant domestication est difficile, il semble que le plumage bleu-gris, la queue blanche, les plumes d'un vert violacé brillante sur le haut de la tête et du cou, ainsi que la barde de peau nue, nettement proéminente, à la base du bec, sont des caractères préexistants qui se sont renforcés au cours de la domestication. Mais il existe toujours des plumages blancs, noirs, pie ou brun, parfois bis ou bigarrés à des degrés divers.
Les colombiers de l'époque romaine, cités par Pline l'Ancien dans son Histoire naturelle ont pour l'essentiel disparu, mais les colombiers européens construits du Moyen Âge au XIXe siècle constituent encore à eux seuls un patrimoine architectural, d'une variété de formes et de décorations qui n'a pas d'équivalent pour les basses-cours ou autres bâtiments d'élevage, hormis les écuries.
Le Pigeon biset a été utilisé dès l'Antiquité par l'homme pour de multiples fonctions (élevage d'oiseaux à chair tendre, récolte des petits œufs, réserve de nourriture carnée en cas de disette, colonie fournisseuse de fumier ou de compost pour les jardins, alerte de danger inédit ou messagerie volante, animation de ville, parcs ou spectacles).

### Pigeon messager

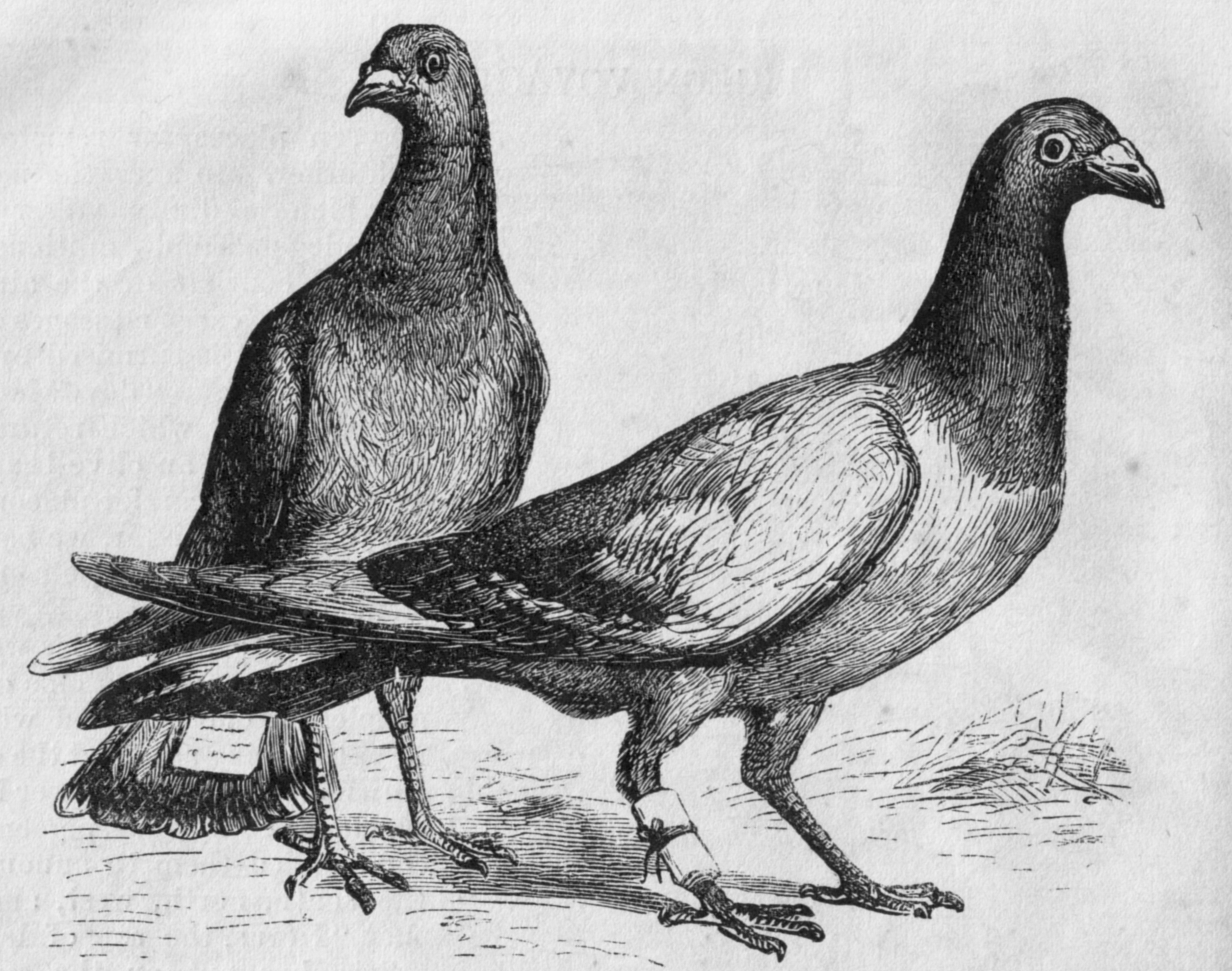
Pigeons voyageurs avec messages

Le pigeon a en effet connu d'importantes fonctions commerciales et militaires, jouant jusqu'en 1918 un rôle important, voire essentiel pour la transmission des messages stratégiques. Il semble d'ailleurs que les Chinois, les Égyptiens, les Perses, et les Grecs aient très tôt appris à profiter de l'instinct remarquable qui ramène au pigeonnier le pigeon domestiqué. Les pigeons voyageurs sont ainsi devenus vecteurs et porteurs d'importants messages qui ont changé le cours de campagnes militaires, d'histoires d'amour ou du pouvoir et des complots. Ils ont aussi été utilisés pour le commerce et pour la spéculation financière. Ils se nourrissent essentiellement de graines, de fruits et plus rarement de quelques insectes.
Des esclaves ou serviteurs, puis des soldats spécialisés ont été affectés à l'élevage, aux soins et au transport des pigeons messagers. Pour abriter et élever ses pigeons, l'empire romain a construit de nombreux et énormes pigeonniers pouvant abriter 4 000 à 5 000 pigeons chacun. Les messages pouvaient être codés, ou c'est simplement le pigeon qui pouvait porter un objet (ruban coloré) ou être lui-même teint pour annoncer une nouvelle. Au siège de Modène par Marc Antoine, en 43 av. J.-C., le consul Hirtius est réputé pour avoir fait parvenir à Decimus Brutus, commandant de la ville, un message attaché au cou d'un pigeon auquel Decimus Brutus a répondu par un message attaché à la patte d'un autre pigeon. Pline l'Ancien dans son Histoire naturelle évoque la moindre utilité des remparts, sentinelles et sièges alors qu'on « peut faire parvenir des nouvelles à travers l'espace ».
Les croisés ont voyagé avec un véritable service rapide, aéropostal avant l'heure, assuré par des pigeons. Les pirates et corsaires en auraient utilisé.
Une difficulté du système est qu'il faut posséder des pigeons élevés dans le pigeonnier du destinataire. Il peut également arriver que le pigeon meure en route, éventuellement sous les serres du faucon dressé à la chasse, c'est pourquoi les messages importants étaient envoyés en plusieurs copies par différents pigeons.
Après les pigeons de la guerre de 1870, le pigeon de 1914-1918 a encore joué une fonction importante, mais qui s'est presque éteinte avec le développement des transmissions par voie électrique (télégraphe, téléphone) puis hertziennes ou mixtes, liées au réseau Internet ou au téléphone portable. Néanmoins on peut citer le « Project Pigeon » (Projet Pigeon) qui lors de la Seconde Guerre mondiale, était destiné à utiliser des pigeons dressés pour guider un missile. De nombreuses armées entretiennent toujours un petit nombre de pigeons voyageurs, qui servent aussi parfois au sauvetage (en mer par exemple).
Lors de la révolution industrielle, il est au XIXe siècle devenu un animal de concours choyé par de nombreuses associations colombophiles (environ 10 000 adhérents pour la seule région Nord-Pas-de-Calais en France à la fin du XXe siècle, et autant de l'autre côté de la frontière).

## Retour à la vie sauvage, pigeons des villes

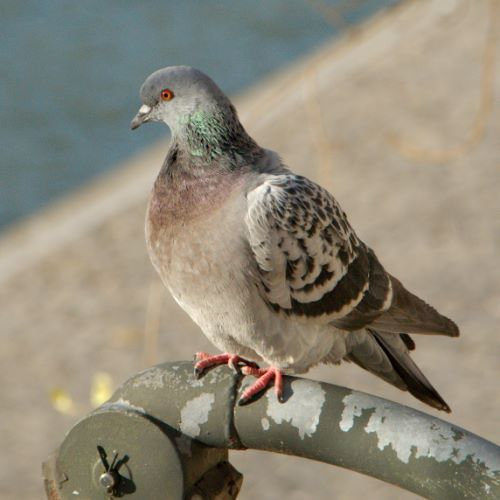
Un pigeon perché dans une rue de Paris.

À maintes reprises, les pigeons d'élevage, issus de pigeonniers militaires, seigneuriaux ou d'abbayes, puis des élevages amateurs, en particulier de pigeons voyageurs, ont reformé des populations sauvages ou liminaires (animal qui vit près des hommes sans être domestiqué). Au XXe siècle, les parois verticales des immeubles en milieu chaud sont devenues des habitats de substitution, à condition de recéler des saillies, des failles ou des niches néo-gothiques. Les concentrations de pigeons remarquées dans certaines villes a donné une mauvaise réputation au pigeon, qu'on accuse à tort de transmettre des maladies : paratyphoïde, variole du pigeon, tuberculose... En effet, le pigeon et l'homme vivent en voisinage depuis des siècles sans partager plus de maladies que les autres espèces animales. Ses milieux urbains de prédilection sont aussi de plus en plus régulés par des oiseaux de proies prédateurs.
Les pigeons des villes sont des pigeons majoritairement de l'espèce du Pigeon biset et issus de populations domestiques, qui ont colonisé les villes. Ils y sont des hôtes caractéristiques, et leurs populations denses et sédentarisées posent parfois problème. Commensal de l'homme, il doit depuis quelques décennies affronter la concurrence croissante des étourneaux sansonnets et des laridés (mouettes, goélands…) qui ne partagent cependant pas tout à fait sa niche écologique.